# علي الخليل
علي يوسف الخليل (1937 – 2005)، سياسي لبناني ونائب سابق في المجلس النيابي.

## ولادته ودراسته
- ولد في مدينة صور (في جنوب لبنان)، وذلك في 17 نيسان (أبريل) من العام 1937 ميلادي.
- تلقى علومه الابتدائية في المدرسة الرسمية في مدينة صور، ومنها انتقل إلى مدينة صيدا حيث تابع دراسته المتوسطة والثانوية في مدرسة الأمريكان.
- من صيدا توجّه إلى بيروت حيث درس العلوم السياسية في الجامعة الأمريكية في بيروت ونال شهادة الإجازة والبكالوريوس والماجستير من الجامعة عينها.
- سافر إلى الولايات المتحدة الأمريكية وتابع دراساته العليا فيها ونال دكتوراة دولة في العلوم السياسية والاقتصادية من إحدى جامعات واشنطن.
- خلال دراسته ترأس منظمة الطلبة العرب في الولايات المتحدة وكندا من العام 1959 إلى العام 1962 ميلادي.[1]

## في المجلس النيابي اللبناني
- انتخب نائبا عن قضاء صور (في الجنوب اللبناني) وذلك في دورة العام 1972 ميلادي. واستمر نائبا بحكم قوانين التمديد حتى العام 1992 ميلادي.
- أعيد انتخابه في المجلس النيابي عن دائرة الجنوب في الأعوام 1992 و 1996 و2000 ميلادي.
- شارك في فترة نيابته في لجان نيابية عديدة منها: لجنة الشؤون الخارجية، لجنة المال والموازنة، لجنة الاقتصاد الوطني، لجنة الدفاع الوطني ولجنة الأشغال العامة .
- ترأس لجنة الشؤون الخارجية والمغتربين بين الأعوام 1996 إلى 2005 ميلادي.
- ترأس لجنة التحقيق النيابية التي تشكلت في العام 1972 ميلادي.
- انضم إلى كتلة التحرير والتنمية التي يرأسها الرئيس نبيه بري وذلك بعد العام 1992 ميلادي.

## في الحكومة اللبنانية
- عُيّن وزيرا للسياحة في العام 1973 في حكومة الرئيس أمين الحافظ، ولم تمثل الحكومة أمام البرلمان لنيل الثقة.
- عُيّن وزيرا للإصلاح الإداري ووزيرا للزراعة بالوكالة في حكومة الرئيس تقي الدين الصلح في العام 1973 أيضا.
- عُيّن وزيرا للمالية في حكومة الرئيس سليم الحص في العام 1979 ميلادي.
- عُيّن وزيرا للمالية في العام 1980 ميلادي في حكومة الرئيس شفيق الوزان.
- عُيّن وزيرا للمالية ووزيرا للخارجية بالوكالة في حكومة الرئيس سليم الحص في العام 1989 ميلادي.
- عُيّن وزيرا للمالية ووزيرا للصناعة والنفط بالوكالة في حكومة الرئيس عمر كرامي في العام 1990 ميلادي.
- عُيّن وزيرا للمغتربين في العام 1995 ميلادي في حكومة الرئيس رفيق الحريري.

## في الحقل الأكاديمي
- عمل استاذا محاضرا في كلية العلوم السياسية والإدارة العامة في الجامعة الأميركية في بيروت من العام 1968 إلى العام 1998 ميلادي.
- كذلك عمل أستاذا محاضرا في كلية الحقوق والعلوم السياسية في الجامعة اللبنانية من العام 1969 إلى العام 1979 ميلادي.

## أسرته
متأهل من السيد اللبنانية (لطيفة عياد)، لهما أياد وغياث.

## وفاته
توفي مع زوجته في حادث سير على طريق بيروت وذلك في 3 نيسان (أبريل) من العام 2005.